# Tofany
Tofany – masyw górski w Dolomitach, w Alpach Wschodnich. Leży w północnych Włoszech w regionie Wenecja Euganejska na zachód od Cortina d’Ampezzo, na terenie parku narodowego Parco naturale delle Dolomiti d'Ampezzo. W skład masywu wchodzą trzy trzytysięczniki: Tofana di Mezzo (3244 m), Tofana di Dentro (3238 m) oraz Tofana di Rozes (3225 m). 
Pierwszego wejścia na Tofana di Mezzo dokonali Francesco Lacedelli i Paul Grohmann 29 sierpnia 1863 r. Na Tofana di Mezzo na wysokość 3191 m wjeżdża kolej linowa. Szczyty można zdobyć ze schronisk: Rifugio Angelo Dibona (2083 m), Rifugio Giussani (2580 m), Rifugio Duca d'Aosta (2098 m) lub Rifugio Pomedes (2303 m). Na wszystkie trzy szczyty prowadzą via ferraty. 

## Polskie osiągnięcia wspinaczkowe
- 1984 – Janusz Kurczab, Ryszard Szafirski, Ryszard Rodziński oraz Jerzy Krajski dokonali pierwszego zimowego przejście południowej ściany Tofany di Rozes drogą Stössera